# The Good Bad Mother
The Good Bad Mother (hangul: 나쁜엄마; rr: Nappeun-eomma; lit. "Mãe Ruim") é uma série de televisão sul-coreana de 2023 estrelada por Ra Mi-ran, Lee Do-hyun, Ahn Eun-jin e Yoo In-soo. Foi ao ar entre 26 de abril a 8 de junho de 2023, sendo exibida todas as quartas e quintas, na JTBC, às 22h30 (KST). Também está disponível para streaming na Netflix, mas somente em regiões selecionadas.
A série foi um sucesso comercial e se tornou um dos dramas de maior audiência na história da televisão a cabo coreana. Também rendeu um novo recorde para um drama de quarta a quinta-feira transmitido pela JTBC.

## Sinopse
Um trágico acidente deixa um ambicioso promotor com uma mente infantil e temporariamente paraplégico, forçando ele e sua mãe a embarcar em uma jornada para se tornarem próximos novamente.

## Elenco

### Principal
- Ra Mi-ran como Jin Young-soon: uma mãe solteira que administra uma fazenda de porcos.[11]
  - Kang Bo-kyung como Jin Young-soon adolescente
- Lee Do-hyun como Choi Kang-ho: filho de Young-soon que trabalha como promotor e tem uma personalidade rispída. Ele sofre de amnésia após um acidente e adquire uma mentalidade equivalente a de uma criança.[11]
  - Lee Kyung-hoon como Choi Kang-ho criança[12]
  - Bae Jae-hyun como Choi Kang-ho adolescente
- Ahn Eun-jin como Lee Mi-joo: uma manicure que é  a velha amiga e ex-namorada de Kang-ho.[11]
  - Jeon Si-hyun como Lee Mi-joo criança
- Yoo In-soo como Bang Sam-sik: o encrenqueiro da aldeia. Ele é apaixonado por Mi-joo, amante de seu amigo Kang-ho, desde a infância.[13]
  - Kim Jun-hee como Bang Sam-sik criança

### De apoio

#### Aliados e associados de Woo-byeok
- Choi Moo-sung como Song Woo-byeok: CEO do Grupo Woobyeok e principal antagonista da série. Ele é responsável pela morte do pai de Kang-ho.[14]
- Jung Woong-in como Oh Tae-soo: ex-procurador e membro da Assembleia Nacional.[15]
- Hong Bi-ra como Oh Ha-yeong: única filha de Tae-soo e noiva de Kang-ho.[14]
- Choi Soon-jin como gerente So Ji-seok: funcionário de Woo-byeok.[16]
- Park Cheon como gerente assistente Cha Seung-eon: funcionário de Woo-byeok.[17]

#### Pessoas em Jowoo-ri
- Kim Won-hae como Son Yong-rak: o chefe da vila.[14]
- Park Bo-kyung como esposa de Son Yong-rak.[18][19]
- Kang Mal-geum como Jung Gum-ja: mãe de Mi-joo e avó dos gêmeos Seo-jin e Ye-jin.[14]
- Seo Yi-sook como Park Sung-ae: a mãe de Sam-sik que dirige uma fábrica com o marido.[20]
- Jang Won-young como Sr. Bang: pai de Sam-sik e proprietário de uma fábrica.[14]
- Lee Sang-hoon como Sr. Yang: Ele é um empresário ligado à diversas áreas de Jowoo-ri, como o administrador de uma cervejaria, um xamã, corretor imobiliário e proprietário de pensão.[18]
- Park Da-on como Seo-jin: filho de Kang-ho e Mi-joo e irmão gêmeo de Ye-jin.[14]
- Ki So-yu como Ye-jin: filha de Kang-ho e Mi-joo, irmã gêmea de Seo-jin.[14]
- Baek Hyun-jin como Trot Baek/Baek Hoon-ah: um compositor que foi forçado a retornar à sua cidade natal após se envolver em vários problemas.[14]

#### Estendido
- Joshua Newton como Andrea: um estrangeiro que trabalha meio período na fazenda de Young-soon.[21]
- Oh Ha-nee como Seon-yung: parceira de manicure de Mi-joo.[22]
- Kim Seon-bin como colega de classe de Kang-ho no Instituto de Pesquisa e Treinamento Judicial.[23]
- Nam Mi-jung como mãe de Sun-young.
- Kim Ji-woong como Lee Ji-woong: noivo de Ha-yeong.
- Ki Eun-se como Hwang Soo-hyun: secretária de Tae-soo.[24]
- Sung Nak-kyung como Cho Young-jae: o dono do restaurante de peixe cru.[24]
- Kim Yong-jun como investigador de Kang-ho quando ele era promotor.[25]
- Lee Gyu-hoe como Bae Seon-jang: chefe de uma casa de apostas.[26]
- Jo Young-gyu como advogado de Woo-byeok.[27]

### Participações especiais
- Cho Jin-woong como Choi Hae-sik, falecido marido de Young-soon.[28]
- Shin Seung-ho como funcionário público da divisão de pecuária.[29]
- Seo Dong-hyun como fotógrafo de casamento.[30]
- Ryu Seung-ryong como alfaiate.[31]

## Recepção

### Audiência
| Temporada | Temporada | Ep. 1 | Ep. 2 | Ep. 3 | Ep. 4 | Ep. 5 | Ep. 6 | Ep. 7 | Ep. 8 | Ep. 9 | Ep. 10 | Ep. 11 | Ep. 12 | Ep. 13 | Ep. 14 | Ep. 15 |
| --------- | --------- | ----- | ----- | ----- | ----- | ----- | ----- | ----- | ----- | ----- | ------ | ------ | ------ | ------ | ------ | ------ |
|           | 1         | 0.779 | 0.934 | 1.156 | 1.415 | 1.378 | 1.588 | 1.568 | 1.837 | 1.946 | 2.123  | 2.132  | 2.396  | 2.277  | 2.669  | 1.728  |

| Ep. | Data de transmissão original | Parcela média de audiência (Nielsen Korea) | Parcela média de audiência (Nielsen Korea) |
| Ep. | Data de transmissão original | Nacional                                   | Seul                                       |
| --- | ---------------------------- | ------------------------------------------ | ------------------------------------------ |
| 1 | 26 de abril de 2023          | 3.588% (3º)                                | 4.166% (1º)                                |
| 2 | 27 de abril de 2023          | 4.310% (4º)                                | 4.836% (3º)                                |
| 3 | 3 de maio de 2023            | 5.706% (1º)                                | 6.428% (1º)                                |
| 4 | 4 de maio de 2023            | 7.033% (1º)                                | 7.596% (1º)                                |
| 5 | 10 de maio de 2023           | 6.670% (1º)                                | 6.666% (1º)                                |
| 6 | 11 de maio de 2023           | 7.701% (2º)                                | 8.056% (1º)                                |
| 7 | 17 de maio de 2023           | 7.494% (1º)                                | 8.153% (1º)                                |
| 8 | 18 de maio de 2023           | 8.446% (1º)                                | 9.526% (1º)                                |
| 9 | 24 de maio de 2023           | 9.439% (1º)                                | 9.604% (1º)                                |
| 10 | 25 de maio de 2023           | 9.956% (1º)                                | 10.553% (1º)                               |
| 11 | 31 de maio de 2023           | 10.257% (1º)                               | 10.648% (1º)                               |
| 12 | 1 de junho de 2023           | 10.998% (1º)                               | 12.339% (1º)                               |
| 13 | 7 de junho de 2023           | 10.592% (1º)                               | 11.097% (1º)                               |
| 14 | 8 de junho de 2023           | 12.032% (1º)                               | 13.604% (1º)                               |
| Média | Média                        | 8.159%                                     | 8.805%                                     |
| - Na tabela acima, os números em azul representam a audiência média mais baixa e os números em vermelho representam a audiência média mais alta. - Este drama foi ao ar em um canal a cabo/TV paga que normalmente tem uma audiência relativamente menor em comparação com a TV aberta/emissoras pública (KBS, SBS, MBC e EBS). |                              |                                            |                                            |

### Prêmios e indicações
| Cerimônia de premiação | Ano  | Categoria                | Nomeado(s)/ Trabalho(s) | Resultado | Ref.   |
| ---------------------- | ---- | ------------------------ | ----------------------- | --------- | ------ |
| Baeksang Arts Awards   | 2024 | Melhor Drama             | The Good Bad Mother     | Indicado  | [ 33 ] |
| Baeksang Arts Awards   | 2024 | Melhor Atriz             | Ra Mi-ran               | Indicado  | [ 33 ] |
| Baeksang Arts Awards   | 2024 | Melhor Atriz Coadjuvante | Kang Mal-geum           | Indicado  | [ 33 ] |
| Baeksang Arts Awards   | 2024 | Melhor Roteiro           | Bae Se-young            | Indicado  | [ 33 ] |

#### Artigos em lista
| Editoar | Ano  | Lista                                        | Classificação | Ref.   |
| ------- | ---- | -------------------------------------------- | ------------- | ------ |
| Time    | 2023 | The 10 Best Korean Dramas of 2023 on Netflix | Incluído      | [ 34 ] |